# Ken Annakin
Ken Annakin OBE (Beverley, Yorkshire, Anglaterra, 10 d'agost de 1914 − Beverly Hills, Califòrnia, 22 d'abril de 2009)) va ser un director de cinema britànic.

## Biografia
Realitzant en principi documentals, va entrar als Rank Studios el 1947. Annakin va ser conegut per a una sèrie de pel·lícules d'aventures produïdes per Walt Disney com The Story of Robin Hood and His Merrie Men, 1952, The Sword and the Rose, 1953, i Swiss Family Robinson, 1960. Al començament dels anys 1960, intenta obtenir els drets d'adaptar Mary Poppins  però l'estudi Disney adapta la pel·lícula amb el director Robert Stevenson.
S'associa més tard amb el productor Darryl F. Zanuck, quan aquest s'ocupava de la part britànica de la pel·lícula El Dia més llarg. Al capdavant dels estudis 20th Century Fox, Zanuck atorga la seva confiança a Annakin per un dels seus més ambiciosos projectes, Those Magnificent Men in Their Flying Machines or How I Flew from London to Paris in 25 hours 11 minuts estrenada el 1965. Ha dirigit igualment la pel·lícula Battle of the Bulge amb Henry Fonda el 1965.
Van seguir altres llargmetratges com La llegenda d'un valent (1966), Monte Carlo or Bust (1969), Call of the Wild (1972) o The New Adventures of Pippi Longstocking  (1988). Després, el 1992, dirigeix Genghis Khan una pel·lícula inacabada.
El 2002, Annakin és nominat oficial de l'Orde de l'Imperi Britànic per la reina Elisabet II

## Filmografia[5]

### Director
- 1946: West Riding
- 1946: The Fens
- 1946:  It Began on the Clyde
- 1947:  Holiday Camp
- 1948: Miranda
- 1948:  Broken Journey
- 1948:  Quartet
- 1948:  Here Come the Huggetts
- 1949:  Vote for Huggett
- 1949:  The Huggetts Abroad
- 1949:  Landfall
- 1950:  Double Confession
- 1950: Trio codirogida amb Harold French
- 1951: Hotel Sahara
- 1952: The Story of Robin Hood and His Merrie Men
- 1952: The Planteur's wife
- 1953: The Sword and the Rose
- 1954:  You Know What Sailors Are
- 1954: Els pioners (The Seekers)
- 1955: Value for Money
- 1956: Loser Takes All
- 1956: Tres homes en una barca (Three Men in a Boat)
- 1957: Across the Bridge
- 1958:  Nor the Moon by Night
- 1959: Third Man on the Mountain
- 1960: Swiss Family Robinson
- 1961:  Very Important Person
- 1961:  Els Hellions (The Hellions)
- 1962:  The Fast Lady
- 1962:  Crooks Anonymous
- 1962: The Longest Day (codirigida par)
- 1964: The Informers
- 1965: Those Magnificent Men in their Flying Machines
- 1965: La batalla de les Ardenes (Battle of the Bulge)
- 1967: La llegenda d'un valent (The Long Duel)
- 1968: The Biggest Bundle of Them All
- 1969: Monte Carlo or Bust
- 1972: Call of the Wild
- 1975: Emboscada a l'Extrem Orient (Paper Tiger)
- 1978: Murder at the Mardi Gras (TV)
- 1978: The Pirate (TV)
- 1979:  Institute for Revenge (TV)
- 1979: La màscara de ferro (The Fifth Musketeer)
- 1981: Cheaper to Keep Her
- 1982: The Pirate Movie
- 1988: Les noves aventures de la Pippi Calçallarga (The New Adventures of Pippi Longstocking)
- 1992: Genghis Khan  un film inacabat

### Guionista
- 1959: Mission in Morocco
- 1965:  Those Magnificent Men in their Flying Machines
- 1969: Monte Carlo or Bust
- 1988:  The New Adventures of Pippi Longstocking

### Actor
- 1941:  Freedom Radio: locutor de ràdio
- 2004: Rent-a-Person: Narrador

### Productor
- 1967: The Long Duel
- 1969: Monte Carlo or Bust

## Premis i nominacions
Nominacions
- 1966: Oscar al millor guió original per Those Magnificent Men in Their Flying Machines